# Igor Miličić
Igor Miličić (ur. 9 czerwca 1976 w Slavonskim Brodzie) – chorwacki koszykarz, posiadający także polskie obywatelstwo, występujący na pozycjach rozgrywającego lub rzucającego obrońcy. Po zakończeniu kariery zawodniczej – trener koszykarski. Od 1 października 2021 selekcjoner reprezentacji Polski.

## Życiorys
Karierę zaczynał w wieku 6–7 lat. W 1986 rozpoczął treningi w szkole. Jego pierwszym poważnym sukcesem było mistrzostwo Chorwacji kadetów w 1991. W 1994 grał w reprezentacji Chorwacji do lat 18. 2 lata później rozpoczął karierę seniorską – w sezonie 1996/1997 był zawodnikiem klubu Croatia Line Rijeka, a 2 kolejne sezony spędził w Splicie. W latach 1997–1998 reprezentował swój kraj w kategorii do 22 lat, natomiast w 1998 był członkiem kadry seniorów.
W 1999 Miličić przyjechał do Polski. Podpisał kontrakt z Cersanitem Nomi Kielce. Jego klub zakończył rywalizację na 7. miejscu, przegrywając 2–3 w ćwierćfinale play-off z zespołem Hoop Pekaes Pruszków. Po sezonie chorwacki rozgrywający przeniósł się do Polonii Warszawa. W stolicy nie pograł jednak zbyt długo. Już w październiku odszedł z zespołu i miesiąc później podpisał kontrakt z Prokomem Treflem Sopot. W sopockim klubie grał w latach 2000–2002. Grając nad morzem zdobył m.in. Puchar Polski, Superpuchar Polski, wicemistrzostwo, a także 3. miejsce MP. Dwukrotnie grał także w ćwierćfinale Pucharu Koracia. W sezonie 2002/2003 grał w Anwilu Włocławek. Z tym klubem wywalczył mistrzostwo Polski.
W 2003 Igor Miličić otrzymał polskie obywatelstwo. Chorwat nie mógł jednak grać w polskiej kadrze, gdyż wcześniej grał w barwach Chorwacji. W 2003 wyjechał z Polski. Przez kilka następnych lat grał kolejno w Grecji, Kosowie, Turcji, Belgii, ponownie w Turcji oraz w Rosji. W 2004 został przyłapany na stosowaniu niedozwolonych środków dopingujących, przez co przeniósł się do Kosowa, gdzie spędził okres zawieszenia, występując w rozgrywkach tamtejszej ligi (liga kosowska nie była wówczas objęta auspicjami FIBA).
Pod koniec 2007 wrócił do Polski. Rozwiązał kontrakt z Jenisiejem Krasnojarsk i przeniósł się do swojego byłego zespołu, Prokomu Trefla Sopot. W nadmorskim klubie grał jedynie kilka miesięcy, jednak zdążył zdobyć dla tego klubu piąte z rzędu mistrzostwo Polski. Igor Miličić, grając w sezonie 2007/2008 w Prokomie, miał też okazję zadebiutować w Eurolidze. Zagrał wtedy łącznie 6 spotkań w europejskich pucharach (średnio 1,5 punktu, 2,3 zbiórki oraz 2,2 asysty na mecz). W sezonie 2008/2009 podpisał kontrakt z AZS Koszalin. Po przejęciu przez Jeff Nordgaarda funkcji trenera, Miličić został kapitanem drużyny. Z koszalińskim zespołem zakończył rozgrywki na 7. miejscu, po porażce w ćwierćfinale play-off z Asseco Prokomem Sopot. W klubie został także w następnym sezonie, zdobywając pierwszy w historii Koszalina Puchar Polski i kończąc rozgrywki na 6. miejscu. W latach 2010–2012 również grał w Koszalinie, zajmując ze swoim zespołem 8. miejsce w tabeli.
13 listopada 2011 roku w meczu z Anwilem Włocławek zdobył swoją tysięczną asystę w historii swoich występów na polskich parkietach, co jest rekordem Polskiej Ligi Koszykówki. Po sezonie 2012/2013, w którym w barwach AZS-u Koszalin zdobył brązowy medal Polskiej Ligi Koszykówki, zakończył karierę zawodniczą. 
W sezonie 2014/2015 był trenerem ASZ Koszalin.
Od 2015 do 2020 był trenerem Anwilu Włocławek. Z tym klubem sięgnął po: 2 mistrzostwa Polski (2018 i 2019), 2 Superpuchary (2017 i 2019), Puchar Polski (2020) oraz 3. miejsce na mistrzostwach Polski (2020).
Od 10 grudnia 2020 do 2022 był trenerem Arged BM Slam Stali Ostrów Wielkopolski. Sięgnął z zespołem po mistrzostwo Polski w 2021 roku oraz zagrał w finale Pucharu Europy FIBA. W 2022 r. zdobył Puchar Polski.
1 października 2021 roku został ogłoszony nowym selekcjonerem reprezentacji Polski, z którą zajął 4. miejsce na Eurobaskecie 2022. Podpisał dwuletni kontrakt z kadrą. 
W sezonie 2022/2023 był trenerem Beşiktaşu. 
16 czerwca 2023 został trenerem włoskiej drużyny GeVi Napoli. Z tą drużyną zdobył w 2024 Puchar Włoch.

## Życie prywatne
Miličić mieszkał w Polsce, bardzo często odwiedzał swój rodzimy kraj, Chorwację.
Żonaty z Barbarą, z którą ma trójkę dzieci: Igora (ur. 2002), Zorana (ur. 2006) oraz Teo (ur. 2008). Wszyscy trzej synowie Miličicia trenują koszykówkę i są wychowankami klubu MKK Basket Koszalin, a najstarszy z nich – Igor Miličić junior w 2016 roku został powołany do szerokiej kadry reprezentacji Polski do lat 14. Od dwóch lat rodzina mieszka w Niemczech, a dwaj synowie trenują koszykówkę w klubie z Ulm. Najstarszy syn, Igor, gra w Stanach Zjednoczonych, na poziomie szkół wyższych.

## Osiągnięcia
Na podstawie, o ile nie zaznaczono inaczej.

### Zawodnicze
Drużynowe
- Mistrz:
  - Polski (2003, 2008)[33]
  - Chorwacji kadetów (1991)
- Wicemistrz:
  - Polski (2002)
  - Belgii (2006)[8]
- Brązowy medalista mistrzostw Polski (2001, 2013)
- Zdobywca:
  - pucharu:
    - Polski (2001, 2008, 2010)
    - Kosowa (2004)[8]
    - Belgii (2006)[8]

  - Superpucharu Polski (2001)[8]
- Finalista:
  - pucharu:
    - Polski (2013)
    - Chorwacji (1999)

  - Superpucharu Polski (2010)
- Ćwierćfinał:
  - Pucharu Koracia[8] (2001,2002)
  - Eurocup[8] (2006, 2007)
- Półfinał ligi:
  - kosowskiej (2004)[8]
  - ligi tureckiej (2007)[8]

Indywidualne
- MVP:
  - Pucharu Polski[8] (2001)
  - Superpucharu Polski (2001)[8]
  - mistrzostw Chorwacji kadetów (1991)[8]
- Lider PLK w średniej asyst (2011)
- Uczestnik meczu gwiazd:
  - PLK (2011)
  - wschodzących Nike Hoop Summit (1995)[34]

Reprezentacja
- Wicemistrz Europy U–18 (1994)
- Uczestnik mistrzostw europy U–22 (1994 – 9. miejsce)

### Trenerskie
- Mistrzostwo Polski (2018, 2019[35], 2021[36])
- Finalista FIBA Europe Cup (2021)[37]
- Brąz mistrzostw Polski (2020)
- Superpuchar Polski (2017[38], 2019[39])
- Puchar Polski (2020[40], 2022[41])
- Puchar Włoch (2024)
- Finał:
  - Pucharu Polski (2017)
  - Superpucharu Polski (2018)[42]
- Najlepszy Trener PLK:
  - 2017 (nagroda oficjalna)[43]
  - według dziennikarzy (2018[44], 2019[45])
- Uczestnik mistrzostw Europy (2022) - 4 miejsce[46]

## Statystyki podczas występów w PLK
| Sezon     | Drużyna              | M  | S5 | MPG  | FG% | 3P% | FT% | RPG | APG | SPG | BPG | PPG  |
| --------- | -------------------- | -- | -- | ---- | --- | --- | --- | --- | --- | --- | --- | ---- |
| 1999/2000 | Cersanit Nomi Kielce | 32 |    | 34,0 | 48% | 37% | 78% | 2,2 | 3,0 | 1,4 | 0,0 | 13,4 |
| 2000/2001 | Polonia Warszawa     | 8  |    | 34,4 | 43% | 43% | 69% | 1,6 | 4,4 | 1,3 | 0,0 | 15,0 |
| 2000/2001 | Prokom Trefl Sopot   | 23 |    | 29,9 | 42% | 32% | 85% | 2,2 | 4,1 | 1,6 | 0,0 | 10,6 |
| 2001/2002 | Prokom Trefl Sopot   | 46 |    | 25,0 | 46% | 29% | 86% | 2,0 | 4,0 | 1,2 | 0,0 | 9,5  |
| 2002/2003 | Anwil Włocławek      | 31 |    | 22,1 | 45% | 38% | 82% | 1,8 | 2,9 | 1,3 | 0,0 | 7,1  |
| 2007/2008 | Prokom Trefl Sopot   | 23 | 12 | 18,5 | 42% | 41% | 87% | 1,6 | 2,6 | 0,3 | 0,0 | 5,2  |
| 2008/2009 | AZS Koszalin         | 26 | 22 | 27,6 | 46% | 37% | 80% | 1,6 | 4,1 | 0,8 | 0,0 | 9,2  |
| 2009/2010 | AZS Koszalin         | 31 | 22 | 26,8 | 39% | 31% | 82% | 2,5 | 4,2 | 1,2 | 0,0 | 8,6  |
| 2010/2011 | AZS Koszalin         | 25 | 23 | 29,7 | 46% | 42% | 86% | 2,9 | 6,6 | 1,1 | 0,0 | 9,4  |
| 2011/2012 | AZS Koszalin         | 42 | 28 | 29,2 | 45% | 44% | 89% | 2,8 | 5,0 | 0,8 | 0,0 | 10,1 |